# Humberto Suazo
Humberto Suazo, född 10 maj 1981 i San Antonio, är en chilensk fotbollsspelare som spelar för den chilenska klubben San Antonio Unido.

## Tidigare karriär
När Suazo var sex år gammal började han spela för Club Torino i hemstaden San Antonio. Suazos pappa, som fixade in sonen i laget, spelade tidigare för samma klubb.
I december 1995 provspelade Suazo för Universidad Católica och i mars följande år blev han en del av lagets ungdomssektion. Suazo led av brist på disciplin och gillade inte att träna, vilket ledde till att han vantrivdes och till slut bestämde sig för att återvända till San Antonio.
Just på grund av sin odisciplin valde Universidad Católica att låna ut Suazo till division 2-klubben Ñublense. År 2000 gjorde Suazo sitt första framträdande för Ñublense i en match mot Magallanes (en klubb han senare skulle spela för). Det var också mot Magallanes som anfallaren gjorde sitt allra första mål som professionell fotbollsspelare. Det började bra men i slutet av säsongen fick Suazo en fraktur i sin fibula, en skada som höll honom ur spel i sju månader. Förutom att han missade viktig och värdefull speltid med Ñublense innebar det också att han skulle missa 2001 FIFA Youth World Championship.
Det gick inget vidare för Suazo de följande åren och till slut hamnade han hos division 3-laget San Luis Quillota. Här skulle hans karriär dock få en makalös vändning. Suazo dundrade in mål för laget och snart hade Primera-laget Audax Italiano fått nys om anfallaren och knöt honom snabbt till sig. Framgångarna fortsatte hos Audax Italiano och snart fick Colo-Colo anfallarens signatur.

### Colo-Colo
Suazo visade genast sina kvaliteter som fotbollsspelare och gjorde bland annat ett hattrick mot Chivas under Copa Libertadores 2006.
Efter de enorma framgångarna med Colo-Colo sattes rykteskarusellen igång och Suazo placerades i åtskilliga klubbar (bland annat Santos Laguna och Catania uppgavs vara intresserade). Hur väl de här ryktena egentligen stämde spelade till slut ingen roll för när Colo-Colo (15 december 2006) köpte fullt ägarskap av Suazo från Audax tog klubben samtidigt död på eventuellt klubbyte. Övergången innebar (förutom klirr i kassan hos Suazo själv) att Colo-Colo nu skulle få behålla sin spelare fram till juni 2007.
Framgångarna fortsatte och 2007 kom det som inte gick att undvika, en flytt.

## Mexiko

### Monterrey
Det spekulerades mycket i var Suazo skulle hamna efter det att hans kontrakt gått ut med Colo-Colo (i juni 2007). Brasilianska Palmeiras och spanska Celta Vigo var två av klubbarna som visade intresse för honom.
Till slut såldes chilenaren till den mexikanska klubben Monterrey för 5 miljoner dollar.

## Landslaget
Suazo började spela i Chiles U23-landslag, men sedan 2005 har han spelat för A-landslaget. Han blev skyttekung i kvalspelet till världsmästerskapet i fotboll 2010 (Conmebol) där han gjorde tio mål.

## Meriter
Suazo har utsågs 2006, till en av världens bästa målgörare och belönades med ett pris i Österrike. Han var också nära att få "Guldskon" av FIFA, men Klaas-Jan Huntelaar fick priset till slut.
Dessutom vann chilenaren skytteligan 2006 i Copa Sudamericana med 10 mål.